# 李勇 (工学者)
李 勇（り ゆう、Li, Yong）は、中国の工学者。清華大学機械工程系教授。

## 経歴
1978年、ハルビン工業大学に入学、1982年に卒業し、以後は同大学や大連外国語大学、日本の新潟大学で日本語を学習した。
1985年から新潟大学大学院で精密工学を学び、1991年に「エンドミル加工における加工精度及び生産性の改善に関する研究」で、新潟大学から学術博士を取得した。
微細な電流でダイヤモンドを動かして精密な加工を行なう、MEMS技術の研究に取り組んでいる。
専門分野に限らず、日本との学術交流の機会に清華大学を代表して参加することがある。